# Дулийк
Дулийк (на английски: Duleek; на ирландски: Damhliag) е град в североизточната част на Република Ирландия.
Разположен е на левия бряг на река Нани. Намира се в графство Мийт на провинция Ленстър на 22 km източно от административния център на графството град Наван и на около 45 km северно от столицата Дъблин.
Първите сведения за града като населено място датират от 450 г., когато тук е създадена епархия. Имал е жп гара от 1 август 1850 г. до 1 юни 1958 г.
Населението му е 3236 жители от преброяването през 2006 г. 